# 티그 노타로
티그 노타로(Tig Notaro, 1971년 3월 24일 ~ )는 미국의 스탠드업 코미디언, 작가, 팟캐스터, 배우이다.

## 출연 작품

### 영화
- In a World... (2013)
- 캐치 헬 (2014, Catch Hell)
- 워크 오브 셰임 (2014)
- Punching Henry (2016)
- The Fun Company (2016) - 단편
- 인스턴트 패밀리 (2018)
- 루시 인 더 스카이 (2019)
- 뮤직 (2021)
- 아미 오브 더 데드 (2021) - 메리앤 피터스 역
- 유어 플레이스 오어 마인 (2023)
- 우리 집에 유령이 산다 (2023)

### 텔레비전
- 커뮤니티 (2010)
- 오피스 (2012)
- 밥스 버거스 (2013, 2021) - 애니메이션
- 서버가토리 (2014)
- 클라렌스는 엉뚱해! (2014-17) - 애니메이션
- 제31회 선댄스 영화제 (2015) - 사회자
- 핀과 제이크의 어드벤처 타임 (2015) - 애니메이션
- One Mississippi (2015-17)
- 뉴 걸 (2018)
- 프레시 오프 더 보트 (2018)
- 스타 트렉: 디스커버리 (2019-현재)
- 더 모닝쇼 (2023)